# Domestikos tōn scholōn
La carica di domestikos tōn scholōn (traslitterazione dell'espressione greca δομέστικος τῶν σχολῶν) era un grado militare apicale all'interno dell'esercito bizantino. Istituito nell'VIII secolo (la prima attribuzione di tale titolo risale al 767-768) esso venne utilizzato fino al XIV secolo, pur subendo evoluzioni sostanziali nel corso di tale periodo. Originariamente esso era attribuito al comandante delle Scholai, ovvero l'ufficiale a capo dei tagmata. Tale attribuzione conseguiva all'abolizione della carica di Magister Officiorum, che determinò una ridistribuzione di funzioni precedentemente accentrate in capo a quest'ultimo. Progressivamente la carica acquistò notevole preminenza: a partire dalla metà del IX secolo il domestikos rivestiva la funzione di comandante in capo dell'esercito bizantino, subordinato solamente all'imperatore. Nel corso del IX secolo la famiglia Foca cercò di monopolizzare tale posizione; per tale ragione Costantino VIII e alcuni suoi successori nominarono eunuchi quali domestikoi. A partire dalla metà dell'XI secolo la carica tornò ad essere conferita a membri delle famiglie aristocratiche. Durante il regno di Romano II la carica vide le sue funzioni spartite tra due domestikoi, responsabili rispettivamente per l'est e per l'ovest; tale suddivisione viene riportata nel Taktikon dell'Escorial. A livello gerarchico il domestikos era solo nominalmente subordinato allo strategos del thema Anatolikon. Nel XII secolo vide ridotte le sue funzioni, a favore del megas domestikos, carica che sopravvisse fino alla caduta dell'impero bizantino. Nel periodo della dinastia dei Paleologi invece il domestikos divenne un semplice titolo onorifico di corte.